# پیرمرد من
"پیرمرد من" داستان کوتاهی نوشته ارنست همینگوی است که در سال ۱۹۲۳ در کتاب سه داستان و ده شعر او منتشر شد. این داستان همچنین در مجموعه داستان بعدی او به نام "در زمان ما" در نیویورک منتشر شد. داستان پسری به نام جو را روایت می‌کند که پدرش یک سوارکار است و از دیدگاه جو روایت می‌شود.
«پیرمرد من» در سال ۱۹۲۲ نوشته شد. به عنوان یکی از اولین داستان‌های همینگوی، منتقدان عموماً آن را به‌عنوان یکی از آثار دوران جوانی همینگوی می‌دانند، این داستان بهمراه «خارج از فصل , درگیری در میشیگان» در سه داستان و ده شعر نیز منتشر شده است. 
این داستان اساس فیلم زیر پوست من در سال ۱۹۵۰ و فیلم تلویزیونی سال پیرمردمن ساخته سال ۱۹۷۹ بود.